# Hornschuchia santosii
Hornschuchia santosii D.M.Johnson – gatunek rośliny z rodziny flaszowcowatych (Annonaceae Juss.). Występuje endemicznie w Brazylii – w stanie Bahia. 

## Morfologia
PokrójZimozielony krzew dorastający do 2–7 m wysokości.
LiścieMają kształt od odwrotnie jajowatego do eliptyczny. Mierzą 10–29 cm długości oraz 4–8 cm szerokości. Blaszka liściowa jest całobrzega o tępym wierzchołku.
KwiatyZebrane w pęczki, rozwijają się na szczytach pędów. Płatki mają białą barwę. Kwiaty mają 6–18 pręcików i 2–9 owocolistków.
OwocePojedyncze. Mają odwrotnie jajowaty kształt. Osiągają 20 mm długości.

## Biologia i ekologia
Rośnie w lasach, na terenach nizinnych.